# Vega Strike
Vega Strike és un simulador de vol espacial en primera persona desenvolupat per a Microsoft Windows, sistemes Unix, com Linux, i sistemes Mac OS X. Està programat en C i C++, utilitzant gràfics 3D API d'OpenGL i té els scripts escrits per Python i XML. Moltes de les mecàniques utilitzades a Vega Strike estan indirectament inspirades en Elite (videojoc). Els successors d'Elite, com ara Wing Commander: Privateer, varen tenir molta influència d'aquest.
Va ser publicat sota la GNU General Public License i és un software lliure amb codi obert.

## El joc
Vega Strike introdueix als jugadors en un univers ampli i dinàmic amb diferent faccions de diferent disposició per al jugador i l'un amb l'altre, i un model econòmic on el comerç, el combat i l'exploració són tots rendibles. Els guanys financers permeten al jugador comprar millores i/o millors vehicles, que li permeten avançar cap a missions més perilloses i rendibles. El jugador pot canviar el nivell de relació que té amb les altres faccions. Les males relacions poden ocórrer si el jugador ataca a una nau d'una facció aliada. Les bones relacions poden formar-se si el jugador destrueix naus enemigues d'alguna facció aliada. Els jugadors poden comprar i vendre mercaderies, o acceptar les missions de l'Ordinador de Missions, així com parla a la gent del bar local de l'estació espacial/del planeta. Sovint, en els jocs precursors d'aquest, els personatges rellevants de la història es troben als bars.
L'existència d'una divisa universal, d'uns mercats oberts, del comerç d'objectes valuosos d'alguns grups, i de les tecnologies generalitzades permeten al jugador comprar i vendre pràcticament a qualsevol lloc i qualsevol personatge.
El joc disposa d'una altra campanya la qual assigna certes missions al jugador, seguint diferents camins dins d'una història gràfica. El jugador pot seguir gaudint del joc un cop acabat el mode campanya.